# 貧しいが美しい男たち
『貧しいが美しい男たち』（まずしいがうつくしいおとこたち、イタリア語: Poveri ma belli）は、1956年（昭和31年）製作、1957年（昭和32年）公開、ディーノ・リージ監督によるイタリア・フランス合作映画である。イタリア式コメディの1作で、『美しいが貧しい娘たち』、『貧しい富豪たち』と続くシリーズを生んだ第1作。

## 略歴・概要
本作は、1956年、イタリアの映画会社ティタヌスとフランスの映画会社SGCが共同で製作、ローマ市内でロケーション撮影を行って完成、年明け1957年1月1日、ティタヌス＝ルックスが配給してイタリア国内で公開された。フランスで公開されたのは、1959年（昭和34年）8月であった。
日本では、本作に関してはイタリア文化会館等での上映を除いては劇場公開されておらず、2010年9月現在、DVD等のビデオグラムも発売されていない。

## スタッフ
- プロデューサー : シルヴィオ・クレメンテッリ
- 監督 : ディーノ・リージ
- 脚本 : ディーノ・リージ、パスクァーレ・フェスタ・カンパニーレ、マッシモ・フランチオーザ
- 撮影 : トニーノ・デリ・コリ
- 編集 : マリオ・セランドレイ （Mario Serandrei）
- 音楽 : ジョルジョ・ファボール （Giorgio Fabor [5]）、ピエロ・ピッチオーニ

## キャスト
クレジット順
- マリーザ・アッラジオ （Marisa Allasio） - Giovanna
- マウリツィオ・アリーナ （Maurizio Arena） - Romolo
- レナート・サルヴァトーリ （Renato Salvatori） - Salvatore
- メンモ・カロテヌート （Memmo Carotenuto） - トラムの運転士
- ロレッラ・デ・ルーカ （Lorella De Luca） - Marisa
- アレッサンドラ・パナーロ （Alessandra Panaro） - Anna Maria
- マリオ・カロテヌート （Mario Carotenuto） - Mario おじさん
- ヴィルジリオ・リエント （Virgilio Riento） - Giovannaの父

## シリーズ
1. 貧しいが美しい男たち Poveri ma belli
2. 美しいが貧しい娘たち Belle ma povere
3. 貧しい富豪たち Poveri milionari

## 関連事項
- イタリア式コメディ

## 註
1. 1 2 3 4  Poor But Beautiful , Internet Movie Database （英語）, 2010年9月13日閲覧。
2. 1 2 3  Poveri Ma Belli, allmovie （英語）, 2010年9月13日閲覧。
3. ↑  ディーノ・リージ、キネマ旬報映画データベース、2010年9月13日閲覧。
4. ↑  ディノ・リージ、allcinema ONLINE, 2010年9月13日閲覧。
5. ↑  Giorgio Fabor - IMDb（英語）, 2010年9月13日閲覧。